# Luc Van Den Daele
Luc Van Den Daele (Opbrakel, 11 januari 1949) is een Belgisch voormalig wielrenner die begin jaren 70 tweeënhalf seizoen prof was. Van Den Daele reed ook een lange tijd bij de liefhebbers waar hij tal van overwinningen behaalde.

## Carrière
In 1970 won Van Den Daele een amateurwedstrijd in het Oost-Vlaamse Bottelare, voor Christian Gerregat en José De Cauwer.

## Ploegen
- 1971 –  Hertekamp-Magniflex (vanaf 4 augustus)
- 1972 –  Watney-Avai
- 1973 –  Goldor-Hercka